# Championnat des clubs caribéens de la CONCACAF 2022
Navigation
Édition précédente
Le Championnat des clubs caribéens de la CONCACAF 2022 est la vingt-quatrième et dernière édition de cette compétition. Organisée par la CONCACAF, elle voit s'affronter les meilleures équipes des championnats professionnels de l'Union caribéenne de football (UCF ou CFU).
Le vainqueur du tournoi se qualifie pour la Ligue des champions de la CONCACAF 2022 tandis que le finaliste accède aux huitièmes de finale de la Ligue de la CONCACAF 2022, le troisième au tour préliminaire de cette même compétition et le quatrième doit affronter le vainqueur du Caribbean Club Shield 2022 pour s'y qualifier.
Après l'édition 2021, c'est la deuxième consécutive que le tournoi se joue en République dominicaine. Avec l'expansion de la Ligue des champions de la CONCACAF en 2024, le Championnat des clubs caribéens de la CONCACAF sera remplacé dès 2023 par la Coupe caribéenne, qui servira de mode de qualification à la compétition reine dans la région.

## Participants
Parmi les 31 associations membres de l'Union caribéenne de football, seules quatre disposent d'un championnat professionnel selon les critères de la CONCACAF. Ainsi, les vingt-sept autres associations peuvent présenter une équipe en Caribbean Club Shield.
| Nation                 | Club                    | Méthode de qualification                        |
| République dominicaine | Cibao FC                | Champion de République dominicaine en 2021      |
| République dominicaine | Atlético Vega Real (en) | Vice-champion de République dominicaine en 2021 |
| Haïti                  | Violette AC             | Champion d'Haïti en Ouverture 2020              |
| Haïti                  | Arcahaie FC             | Vice-champion d'Haïti en Ouverture 2020         |
| Jamaïque               | Cavalier FC             | Champion de Jamaïque en 2021                    |
| Jamaïque               | Waterhouse FC           | Vice-champion de Jamaïque en 2021               |

| Cavalier Waterhouse Cibao Vega Real Arcahaie Violette |

## Phase de groupes
Le tirage au sort est effectué le 3 février 2022 au siège de la CONCACAF à Miami, aux États-Unis,.
Les deux premiers de chaque groupe sont qualifiés pour la phase finale de la compétition.
Les matchs se jouent en République dominicaine.

### Groupe A
| Rang | Équipe      | Pts | J | G | N | P | Bp | Bc | Diff |  | Résultats (▼ dom., ► ext.) |  |     |     |
| ---- | ----------- | --- | - | - | - | - | -- | -- | ---- |  | -------------------------- |  | --- | --- |
| 1    | Cibao FC    | 4   | 2 | 1 | 1 | 0 | 6  | 3  | +3   |  | Cibao FC                   |  | 3-0 | 3-3 |
| 2    | Violette AC | 3   | 2 | 1 | 0 | 1 | 3  | 5  | -2   |  | Violette AC                |  |     | 3-2 |
| 3    | Cavalier FC | 1   | 2 | 0 | 1 | 1 | 5  | 6  | -1   |  | Cavalier FC                |  |     |     |

### Groupe B
| Rang | Équipe                  | Pts | J | G | N | P | Bp | Bc | Diff |  | Résultats (▼ dom., ► ext.) |  |     |     |
| ---- | ----------------------- | --- | - | - | - | - | -- | -- | ---- |  | -------------------------- |  | --- | --- |
| 1    | Waterhouse FC           | 4   | 2 | 1 | 1 | 0 | 2  | 0  | +2   |  | Waterhouse FC              |  | 0-0 | 2-0 |
| 2    | Atlético Vega Real (en) | 4   | 2 | 1 | 1 | 0 | 2  | 1  | +1   |  | Atlético Vega Real (en)    |  |     | 2-1 |
| 3    | Arcahaie FC             | 0   | 2 | 0 | 0 | 2 | 1  | 4  | -3   |  | Arcahaie FC                |  |     |     |

## Phase finale
Les matchs se jouent en République dominicaine. Le vainqueur du tournoi se qualifie pour la Ligue des champions de la CONCACAF 2022 tandis que le finaliste accède aux huitièmes de finale de la Ligue de la CONCACAF 2022, le troisième au tour préliminaire de cette même compétition et le quatrième doit affronter le vainqueur du Caribbean Club Shield 2022 pour s'y qualifier.

### Tableau
|  | Demi-finales                            | Demi-finales                            | Demi-finales                            | Demi-finales                            |                               |          | Finale                                  | Finale                                  | Finale                                  | Finale                                  |
|  |                                         |                                         |                                         |                                         |                               |          |                                         |                                         |                                         |                                         |
|  | 19 mai 2022, Santiago de los Caballeros | 19 mai 2022, Santiago de los Caballeros | 19 mai 2022, Santiago de los Caballeros | 19 mai 2022, Santiago de los Caballeros |                               |          | 22 mai 2022, Santiago de los Caballeros | 22 mai 2022, Santiago de los Caballeros | 22 mai 2022, Santiago de los Caballeros | 22 mai 2022, Santiago de los Caballeros |
|  | Cibao FC                                | Cibao FC                                | 1                                       | 1                                       |                               |          | 22 mai 2022, Santiago de los Caballeros | 22 mai 2022, Santiago de los Caballeros | 22 mai 2022, Santiago de los Caballeros | 22 mai 2022, Santiago de los Caballeros |
|  | Cibao FC                                | Cibao FC                                | 1                                       | 1                                       |                               |          | 22 mai 2022, Santiago de los Caballeros | 22 mai 2022, Santiago de los Caballeros | 22 mai 2022, Santiago de los Caballeros | 22 mai 2022, Santiago de los Caballeros |
|  | Atlético Vega Real (en)                 | Atlético Vega Real (en)                 | 0                                       | 0                                       |                               |          | 22 mai 2022, Santiago de los Caballeros | 22 mai 2022, Santiago de los Caballeros | 22 mai 2022, Santiago de los Caballeros | 22 mai 2022, Santiago de los Caballeros |
|  | Atlético Vega Real (en)                 | Atlético Vega Real (en)                 | 0                                       | 0                                       | Cibao FC                      | Cibao FC | 0 (3)                                   | 0 (3)                                   |                                         |                                         |
|  | 19 mai 2022, Santiago de los Caballeros |                                         |                                         |                                         | Cibao FC                      | Cibao FC | 0 (3)                                   | 0 (3)                                   |                                         |                                         |
|  |                                         |                                         | Violette AC t. a. b.                    | Violette AC t. a. b.                    | 0 (4)                         | 0 (4)    |                                         |                                         |                                         |                                         |
|  | Waterhouse FC                           | Waterhouse FC                           | Violette AC t. a. b.                    | Violette AC t. a. b.                    | 0 (4)                         | 0 (4)    | 1                                       | 1                                       |                                         |                                         |
|  | Waterhouse FC                           | Waterhouse FC                           |                                         |                                         |                               |          |                                         | 1                                       |                                         |                                         |
|  | Violette AC                             | Violette AC                             | 3                                       | 3                                       |                               |          |                                         |                                         |                                         |                                         |
|  | Violette AC                             | Violette AC                             | 3                                       | 3                                       | Match pour la troisième place |          |                                         |                                         |                                         |                                         |
|  |                                         |                                         |                                         |                                         |                               |          |                                         |                                         |                                         |                                         |
|  | 22 mai 2022, Santiago de los Caballeros |                                         |                                         |                                         |                               |          |                                         |                                         |                                         |                                         |
|  | Atlético Vega Real (en) t. a. b.        | Atlético Vega Real (en) t. a. b.        | 1 (3)                                   | 1 (3)                                   |                               |          |                                         |                                         |                                         |                                         |
|  | Atlético Vega Real (en) t. a. b.        | Atlético Vega Real (en) t. a. b.        | 1 (3)                                   | 1 (3)                                   |                               |          |                                         |                                         |                                         |                                         |
|  | Waterhouse FC                           | Waterhouse FC                           | 1 (1)                                   | 1 (1)                                   |                               |          |                                         |                                         |                                         |                                         |
|  | Waterhouse FC                           | Waterhouse FC                           | 1 (1)                                   | 1 (1)                                   |                               |          |                                         |                                         |                                         |                                         |

### Demi-finales
| 19 mai 2022 | Cibao FC    | 1 - 0   | Atlético Vega Real (en) | Estadio Cibao, Santiago de los Caballeros |                            |
| 17h00       | Charles 12e | (1 - 0) |                         | Arbitrage : Alex Chilowicz                | Arbitrage : Alex Chilowicz |
| 17h00       | Rapport     |         |                         | Arbitrage : Alex Chilowicz                | Arbitrage : Alex Chilowicz |

| 19 mai 2022 | Waterhouse FC | 1 - 3   | Violette AC                | Estadio Cibao, Santiago de los Caballeros |                            |
| 20h00       | Moulton 8e    | (1 - 1) | 21e Louima · 75e 87e Jeudi | Arbitrage : Melvin Herrera                | Arbitrage : Melvin Herrera |
| 20h00       | Rapport       |         |                            | Arbitrage : Melvin Herrera                | Arbitrage : Melvin Herrera |

### Match pour la troisième place
L'Atlético Vega Real (en) est qualifié pour le tour préliminaire de la Ligue de la CONCACAF 2022 alors que le Waterhouse FC doit affronter le vainqueur du Caribbean Club Shield 2022, le Bayamón FC, en barrages.
| 22 mai 2022 | Atlético Vega Real (en)              | 1 - 1             | Waterhouse FC                          | Estadio Cibao, Santiago de los Caballeros |                          |
| 17h00       | Gómez 7e                             | (1 - 0)           | 49e Benbow                             | Arbitrage : Moeth Gaymes                  | Arbitrage : Moeth Gaymes |
| 17h00       | Rapport                              |                   |                                        | Arbitrage : Moeth Gaymes                  | Arbitrage : Moeth Gaymes |
| 17h00       | Herrera · Jaquez · Peralta · Jiménez | Tirs au but 3 - 1 | Bradford · Simpson · Benbow · Williams | Arbitrage : Moeth Gaymes                  | Arbitrage : Moeth Gaymes |

### Finale
Le Violette AC se qualifie pour la Ligue des champions de la CONCACAF 2023 tandis que le Cibao FC rejoint les huitièmes de finale de la Ligue de la CONCACAF 2022.
| 22 mai 2022 | Cibao FC                                    | 0 - 0             | Violette AC                        | Estadio Cibao, Santiago de los Caballeros |                        |
| 20h00       |                                             | (0 - 0)           |                                    | Arbitrage : Reon Radix                    | Arbitrage : Reon Radix |
| 20h00       | Rapport                                     |                   |                                    | Arbitrage : Reon Radix                    | Arbitrage : Reon Radix |
| 20h00       | Díaz · Hérold · López · Cristaldo · Heredia | Tirs au but 3 - 4 | Saba · Déjean · Vedrine · Archelus | Arbitrage : Reon Radix                    | Arbitrage : Reon Radix |

## Barrage pour la Ligue de la CONCACAF
Ce barrage voit s'affronter le quatrième du Championnat des clubs caribéens 2022 au vainqueur du Caribbean Club Shield 2022. C'est le Waterhouse FC qui se qualifie pour le tour préliminaire de la Ligue de la CONCACAF 2022.
| 25 mai 2022 | Waterhouse FC                     | 4 - 0   | Bayamón FC | Estadio Cibao, Santiago de los Caballeros |                              |
| 17h00       | Williams 67e · Leslie 78e 84e 87e | (0 - 0) |            | Arbitrage : Ken Pennyfeather              | Arbitrage : Ken Pennyfeather |
| 17h00       | Rapport                           |         |            | Arbitrage : Ken Pennyfeather              | Arbitrage : Ken Pennyfeather |